# Anna Safroncik
Anna Safroncik (in ucraino Анна Сафрончік?, Anna Safrončik; Kiev, 4 gennaio 1981) è un'attrice ucraina naturalizzata italiana.

## Biografia
È figlia della ballerina e insegnante di danza Lilija Čapkis e del tenore Jevhenij Safrončik. Debutta nella recitazione all'età di quattro anni in Fiaba dello zar Saltan di Aleksandr Puškin. A sette anni è stata iscritta all'Accademia Nazionale dello Spettacolo di Kiev, dove ha trascorso gli anni studiando musica, canto, ballo e recitazione. All'età di dodici anni si è trasferita in Italia insieme alla madre, più precisamente ad Arezzo. Nel 1998, dopo essere stata eletta Miss Toscana, è entrata nella fase finale del concorso di Miss Italia, arrivando ottava.
Nel 2000 ha fatto il proprio debutto al cinema in C'era un cinese in coma, diretto da Carlo Verdone, e nello stesso anno è apparsa nei film Welcome Albania diretto da Fabrizio Maria Cortese e Metronotte diretto da Francesco Calogero, in cui ha interpretato il ruolo di Nadia Lecetti. Tra il 2001 e il 2003 ha partecipato alla miniserie TV di Rai 1 Angelo il custode, all'episodio Bellissima della serie TV Don Matteo 3, all'episodio Golden goal della serie Carabinieri e infine alla serie di Rai 2 Vento di ponente 2. È diventata nota al grande pubblico nel 2004, quando è entrata nel cast della soap opera di Canale 5 CentoVetrine, in cui ha interpretato il ruolo della perfida Anna Baldi. Il personaggio, una ragazza determinata e cinica, subisce in seguito un'evoluzione in positivo, uscendo di scena nel 2007.
Nell'autunno del 2005 ha posato, insieme a Eleonora Daniele, Janet De Nardis, Denny Méndez, Antonella Mosetti, Miriana Trevisan, Benedicta Boccoli, Elisabetta Gregoraci, Giulia Montanarini, Roberta Faccani, Elena Barolo, Antonella Elia e Angelica Russo, per il calendario Woman for Planet 2006, realizzato dal fotografo Enrico Ricciardi e venduto in allegato alla rivista Lifestyle Goo!, il cui ricavato è stato devoluto in parte all'associazione ambientalista "forPlanet", presieduta dalla presentatrice Tessa Gelisio, per la tutela delle foreste della Bolivia. Parallelamente porta avanti la sua carriera nel teatro, interpretando Cleopatra nell'omonimo musical per la regia di Claudio Insegno. Presta il suo volto a diverse case della moda come Cotton Club, Testa Nera, Dibi Center e altre.
Alla fine del 2007 è ritornata su Canale 5 con la miniserie TV in otto puntate, La figlia di Elisa - Ritorno a Rivombrosa, in cui ha interpretato il ruolo della marchesa Vittoria Granieri Solaro. Nel 2009 torna sul grande schermo con i film La bella società di Gian Paolo Cugno e La matassa di Ficarra e Picone, in cui ha interpretato la moglie di Gaetano (Ficarra). Inoltre il 22 aprile dello stesso anno è tornata su Canale 5 con il film TV Al di là del lago diretto da Stefano Reali. A ottobre ha posato per la copertina della rivista Max. Successivamente è ritornata su Canale 5 con la miniserie: Il falco e la colomba, regia di Giorgio Serafini e il film TV Il ritmo della vita, diretto da Rossella Izzo. In seguito torna sul piccolo schermo con la fiction Il commissario Manara 2, trasmessa dalle reti Rai.
Nel 2012 è stata la protagonista femminile della serie targata Mediaset Le tre rose di Eva su Canale 5 e co-protagonista della serie di Rai 1 Il commissario Nardone, accanto a Sergio Assisi e Giorgia Surina. Nel settembre 2013 è tornata su Canale 5 con Le tre rose di Eva 2. Nel gennaio 2014 è comparsa nella miniserie di Rai 1 Gli anni spezzati - Il giudice e nel settembre 2014 ha preso parte al cast de Il restauratore 2. Nel marzo 2015 è tornata su Canale 5 con la terza stagione de Le tre rose di Eva.
Nel 2017 viene scelta dal brand Talco come testimonial della campagna pubblicitaria autunno/inverno, ha interpretato il personaggio di Riccarda in una puntata di Camera Café di ottobre, e a novembre è tornata con la quarta stagione della serie Le tre rose di Eva. Nel 2019 ha presentato Festival Show, l'evento musicale estivo organizzato dalle emittenti radiofoniche Radio Birikina e Radio Bella&Monella e che ogni anno, dal 2018, si svolge in varie città italiane, soprattutto del Veneto e del Friuli-Venezia Giulia. Nel 2024 è tornata a recitare sul piccolo schermo con il ruolo di Elena Astolfi nella miniserie di Canale 5 Se potessi dirti addio, accanto a Gabriel Garko.

## Filmografia

### Cinema
- C'era un cinese in coma, regia di Carlo Verdone (2000)
- Metronotte, regia di Francesco Calogero (2000)
- Welcome Albania, regia di Fabrizio Maria Cortese (2000)
- La matassa, regia di Salvatore Ficarra, Valentino Picone e Giambattista Avellino (2009)
- La bella società, regia di Gian Paolo Cugno (2009)
- Nine, regia di Rob Marshall (2009)
- Poli opposti, regia di Max Croci (2015)
- Il traduttore, regia di Massimo Natale (2016)
- Le verità, regia di Giuseppe Alessio Nuzzo (2017)
- Il cacio con le pere, regia di Luca Calvani (2023)

### Televisione
- Angelo il custode – serie TV (2001)
- Carabinieri – serie TV, episodio 1x07 (2002)
- Don Matteo – serie TV, episodio 3x09 (2002)
- Vento di ponente – serie TV (2002-2004)
- CentoVetrine – soap opera (2004-2007)
- Camera Café – sitcom, 32 episodi (2004)
- La figlia di Elisa - Ritorno a Rivombrosa – serie TV, 8 episodi (2007)
- Al di là del lago, regia di Stefano Reali – film TV (2009)
- Il falco e la colomba, regia di Giorgio Serafini – miniserie TV (2009)
- Il ritmo della vita, regia di Rossella Izzo – film TV (2010)
- Il commissario Manara – serie TV, 10 episodi (2011)
- Il commissario Nardone – serie TV (2012)
- Le tre rose di Eva – serie TV (2012-2018)
- Gli anni spezzati, regia di Graziano Diana – miniserie TV, puntata 3 (2014)
- Il restauratore 2 – serie TV (2014)
- Se potessi dirti addio, regia di Simona Izzo e Ricky Tognazzi – miniserie TV, 6 episodi (2024)

### Cortometraggi
- Coincidenze, regia di Gabriele Paoli (2010)
- L'estate di Virna, regia di Alessandro Zizzo (2022)

## Programmi televisivi
- Miss Italia 1998 (Rai 1, 1998) – concorrente
- Veline (Canale 5, 2002) – concorrente
- Cuork - Viaggio al centro della coppia (LA7, 2010)
- Festival Show (Real Time, 2019) – conduttrice
- Stanotte con Caravaggio – documentario TV (Rai 1, 2020)[N 1]
- Meraviglie - La penisola dei tesori – documentario TV (Rai 1, 2022)[N 2]
- L'arte della guerra, regia di Marco Spagnoli – documentario TV (Rai Documentari, 2023) - voce narrante

## Riconoscimenti
- Premio Personalità Europea
  - 2007 – Consegnato in Campidoglio